# Hyron Spinrad
Hyron Spinrad (17 février 1934 – 7 décembre 2015) est un astronome américain. Ses recherches vont de l'étude des atmosphères planétaires à l'évolution des galaxies. De 2010 jusqu'à sa mort fin 2015, il est professeur émérite d'astronomie à l'Université de Californie à Berkeley.

## Biographie
Spinrad est né à New York en 1934 . Après le déménagement de sa famille en Californie, il obtient un baccalauréat ès arts en astronomie à l'Université de Californie à Berkeley. Après avoir obtenu son diplôme, il s'enrôle dans l'armée des États-Unis et commence à travailler au service des cartes de l'armée . Après deux ans dans l'armée, il postule et est accepté au programme d'études supérieures à Berkeley en 1957. Il obtient son doctorat en 1961, rédigeant sa thèse sur les populations stellaires dans les noyaux galactiques ,. Il occupe ensuite un poste de chercheur scientifique au Jet Propulsion Laboratory, où il effectue des études spectroscopiques des planètes du système solaire et des corps plus petits. En 1964, Spinrad est invité à retourner à Berkeley en tant que professeur, et en 1968, il est titularisé ,. Il est décédé le 7 décembre 2015 ,.

## Recherches
Spinrad poursuit des recherches dans divers domaines de l'astronomie, notamment la composition stellaire, la formation et l'évolution des galaxies et la composition des atmosphères des planètes et des comètes du système solaire. Ces divers sujets sont unis en ce que Spinrad s'est principalement appuyé sur des mesures de raies spectrales (spectroscopie) dans son travail .
Pour étudier la formation des galaxies, Spinrad recherche des galaxies lointaines. Plus un objet est éloigné, plus il faut de temps à la lumière pour atteindre la Terre car la vitesse de la lumière est finie. En général, cela permet aux astronomes d'étudier les objets tels qu'ils étaient il y a plusieurs millions, voire plusieurs milliards d'années. Spinrad sélectionne des cibles en examinant la position des membres du troisième catalogue de sources radio de Cambridge, car le catalogue comprend de nombreuses radiogalaxies qui, selon lui, seraient à décalage vers le rouge élevé . La recherche est couronnée de succès et Spinrad trouve la galaxie avec le décalage vers le rouge le plus élevé identifié en 1975, puis en trouve plusieurs autres avec des décalages vers le rouge plus importants, notamment la première identification d'une galaxie avec un décalage vers le rouge supérieur à z = 1 ,,. Ces découvertes montrent comment les galaxies ont évolué tout au long de l'histoire de l'univers. Par exemple, en mesurant les décalages vers le rouge des sources dans le troisième catalogue de sources radio de Cambridge, il est possible d'établir le nombre de ces radiogalaxies brillantes par volume dans l'univers en fonction de son âge, et de constater qu'il y en a des centaines de fois plus que de nombreuses radiogalaxies en z {\displaystyle \approx } 1 comme il y en a aujourd'hui .
Spinrad passe une grande partie de son temps au Jet Propulsion Laboratory à observer les atmosphères des planètes du système solaire. Il découvre la vapeur d'eau dans l'atmosphère de Mars  et dérive l'abondance de dioxyde de carbone dans l'atmosphère de Mars, à partir de laquelle lui et ses collaborateurs déduisent que Mars a une atmosphère beaucoup plus ténue que celle de la Terre ,.
L'astéroïde (3207) Spinrad, découvert en 1981, porte le nom de Hyron Spinrad . Il reçoit le Prix Heineman en 1986 pour un travail exceptionnel en astrophysique . Il est membre de l'Académie nationale des sciences .